# Bradmore (Nottinghamshire)
 (janvier 2024).
Pour les articles homonymes, voir Bradmore.
Bradmore est un village du Nottinghamshire, en Angleterre.